# Attack on Titan (TV serija)
Attack on Titan (na japanskom 進撃の巨人, po Hepburnovoj romanizaciji: Shingeki no Kyojin) japanska je mračna fantasy anime televizijska serija adaptirana prema istoimenoj mangi Hajimea Isayame koja je premijerno prikazana 7. travnja 2013. godine. Emitirana je na NHK General TV-u u Japanu, i na Aniplus Asia u više azijsko-pacifičkih zemalja. Serija je emitirana online u Sjedinjenim Američkim Državama i Kanadi na sljedećim platformama: Crunchyroll, Funimation, Netflix, Amazon Prime Video i Hulu, i uz to je još emitirana u programskom bloku Toonami kao dio Adult Swim-a u SAD-u.
Smješten u postapokaliptični svijet u kojem ostatci čovječanstva žive iza zidova koji ih štite od divovskih humanoidnih Titana, serija Attack on Titan prati protagonista Erena Jaegera, zajedno s prijateljima Mikasom Ackermanom i Arminom Arlertom. Kada Kolosalni Titan probije zid njihovog rodnog grada, Titani uništavaju grad i pojedu Erenovu majku. Zavjetujući se na osvetu, Eren se pridružuje elitnom Survey Corpsu, skupini vojnika koji se bore protiv Titana. Attack on Titan prati Erenovo putovanje sa Survey Corpsom dok se bore protiv Titana i istražuju njihovo podrijetlo i povijest.

## Vanjske poveznice
- IMDb stranica Attack on Titan